# Carex haydenii
Carex haydenii är en halvgräsart som beskrevs av Chester Dewey. Carex haydenii ingår i släktet starrar, och familjen halvgräs. Inga underarter finns listade i Catalogue of Life.